# Inselbahn Spiekeroog 1
Der Verbrennungstriebwagen 1 der Inselbahn Spiekeroog entstand 1947 bis 1950, in dem eine 1935 gebaute Draisine der Draisinenbau Hamburg in eigener Werkstatt angepasst wurde. Das Fahrzeug wurde bis 1963 eingesetzt und 1972 verschrottet.

## Geschichte und Beschreibung
Der Triebwagen kam nach dem Zweiten Weltkrieg gemeinsam mit der Diesellokomotive OMZ 122 von der Militärbahn Wangerooge, um auf Spiekeroog die Motorisierung des Inselverkehrs einzuleiten. Bereits 1947 wollte die Inselbahn den Triebwagen, der ursprünglich von der Draisinenbau GmbH Hamburg 1935 an die Militärbahn geliefert wurde, in Betrieb nehmen, doch gab sich die Bahnaufsicht lange nicht mit der Qualität der ausgeführten Arbeiten zufrieden. Erst im Juni 1950 wurde die Genehmigung zum Betrieb erteilt. Zugfahrten mit dem Triebwagen wurden meist in Kombination mit bis zu drei ehemaligen Pferdestraßenbahnwagen  durchgeführt. Der Triebwagen verkehrte bis 1963. Danach diente er bis zu seiner Verschrottung 1972 nur noch als Reserve.
Der Wagen hatte auf jeder Seite vier Türen, die zu den Sitzgruppen führten, einen Mittelgang gab es nicht. Dafür hatte er ein durchlaufendes seitliches Trittbrett. Der Motor war unterflur angebracht. Der Triebwagen war im Fensterbereich weiß und unterhalb der Fenster grün lackiert.